# Charles Tassin
Pour les articles homonymes, voir Tassin.
Charles Tassin, né le 3 juillet 1946, est un ancien joueur français, puis entraîneur de basket-ball. Il a longtemps joué en Équipe de France ainsi que dans de nombreux clubs français professionnels. Charles Tassin a aussi eu une longue carrière d'entraîneur de clubs français ainsi qu'un club Centrafricain qu'il emmena à la victoire de la Coupe d'Afrique des Clubs Champions. 
Il a également été chef d'entreprise de la société d'équipement sportif SEA.

## Biographie
Charles Tassin, de père français et de mère congolaise est né le 3 juillet 1946 à Ibaku au Congo Belge (R.D.C). Il arrive en France en 1960 avec ses parents. Doué dans plusieurs sports tel que le foot et la natation, il choisit finalement le basketball. Il devient joueur en première division à l'âge de 18 ans. À l'âge de 21 ans, il devient entraîneur/joueur au Racing Club de France à Paris. Il est alors le premier entraîneur de couleur en France et le plus jeune du championnat. Il a été entraîneur/joueur pendant 10 ans en Championnat de France. En 1973, il remporte la Coupe d'Afrique des Clubs Champions avec le Hit Trésor S.C de Bangui.  
Charles Tassin a été sélectionné 116 fois en Équipe de France de 1964 à 1976. Il a participé à quatre championnats d'Europe.
En 1981, il devient PDG de la société SOTRAC, qu'il achète avec son épouse et renomme SEA (Sport Education Animation) en 1984. Il la revend en 2006.
Charles Tassin devient de 2015 à 2016 directeur technique national de la fédération de basket-ball de l'Ile Maurice. 

## Carrière
Joueur
- 1964-1965 :  Charleville (1ère Division)
- 1965-1968 :  Racing club de France (2ème puis 1ère Division)
- 1968-1969 :  Bagnolet (1ère Division)
- 1969-1974 :  Caen Basket Club (2ème puis 1ère Division)
- 1974-1979 :  Stade clermontois (1ère Division)
- 1979-1981 :  A.S.M (3ème Division)
- 1981-1984 :  Vic-le-Comte (4ème Division)

Entraîneur
- 1966-1968 :  Racing club de France (1ère Division)
- 1971-1973 :  Caen Basket Club (1ère Division)
- 1973 :  Hit Trésor S.C de Bangui
- 1976-1979 :  Stade clermontois (1ère Division)
- 1979-1981 :  A.S.M (3ème Division)
- 1981-1984 :  Vic-le-Comte (4ème Division)
- 1988-1989 :  A.S.M féminin (1ère Division)

Formateur
- 1981-1982 : Responsable du stage de perfectionnement des entraîneurs d'Afrique francophone à Bangui (R.C.A)

- 1984 : Formateur des entraîneurs de la Fédération Togolaise de basket-ball

- 1988 : Encadrement de stages des équipes masculines et féminines malgaches pour la préparation des Jeux de l'Océan Indien

Directeur Technique National
- 2015-2016 :  Fédération Mauricienne de Basketball

## Palmarès

### Club
- Médaille d'argent à l'Euro juniors 1964
- Meilleur passeur du championnat de France en 1976 et 1977

### Sélection nationale
- 116 sélections en Équipe de France

### Entraîneur
- Vainqueur de la Coupe d'Afrique des Clubs Champions avec le Hit Trésor S.C de Bangui en 1973

## Vie Professionnelle
Charles Tassin reprend en 1976 ses études, sans abandonner le basket. Il obtient en 1977 un Diplôme de Commerce IPC (Institut de Promotion Commerciale). En 1978, il devient Directeur Commercial de la société SOTRAC en étant toujours entraîneur et joueur de première division. En 1980, il s'engage à plein temps dans la société SOTRAC dont il devient le P.D.G en 1981.
En 1984, Charles Tassin décide avec son épouse d'acheter la société SOTRAC qui appartenait alors à Mr. Marcel Bich. SOTRAC devient alors SEA (Sport Education Animation). 
Charles Tassin devient par la suite Directeur Export de la société PUMA, mais reste le directeur de SEA en parallèle.
En 2003, il est élu Juge Consulaire auprès du Tribunal de Commerce de Clermont-Ferrand.
Il vend la société SEA en 2006.